# 김태리 (뮤지컬 배우)
김태리(1965년 9월 1일 ~)은 대한민국의 뮤지컬 배우이다.

## 연극&뮤지컬
- 2022년 홍도는 안 울어 - 금산
- 2022년 홍도는 안 울어 - 영동
- 2021년 엄마의 레시피
- 2020년 THE 39 THIRTY-NINE
- 2019년 엄마의 레시피
- 2016년 헬로마마
- 2016년 헬로마마
- 2013년 제3회 대학로 코미디페스티벌 - 안진사가 죽었다
- 2013년 안진사가 죽었다 - 대구
- 2013년 안진사가 죽었다 - 전주
- 2012년 순이야 사랑해
- 2012년 순이야 사랑해 - 부천
- 2012년 불어라 바람아
- 2012년 순이야 사랑해
- 2011년 우리동네
- 2011년 우리동네 - 대전
- 2011년 우리동네
- 2011년 동치미
- 2011년 아리랑 판타지
- 2011년 아리랑 판타지

## 학력
- 고등학교 (졸업)
- 대학교 (졸업)

## 영화
- 2023년 영화 연악: 나의 운명 - 부인 송씨 역
- 2013년 영화 공범 - 미선 모 역
- 2011년 영화 도가니 - 산부인과 여의사 역
- 2002년 영화 유아독준 - 수연 역

## 경력
- 연극배우협회 회원